# Waar was je dan
Waar was je dan is een nummer van het Nederlandse cabaret- en zangduo Acda en De Munnik uit 2006. Het is de tweede single van hun verzamelalbum Adem, en een van de vier nieuwe nummers op dat album. Het nummer gaat over een nogal moeilijk lopende relatie.
Het vrij korte nummer, dat geschreven en ingezongen werd door Paul de Munnik, haalde in Nederland de 13e plaats in de Tipparade.